# Elecciones generales de Puerto Rico de 1972
Las elecciones generales en Puerto Rico para el cuatrienio de 1973 al 1977 se realizaron el 7 de noviembre de 1972. El abogado Rafael Hernández Colón, presidente y candidato del Partido Popular Democrático, resultó elegido al cargo de Gobernador de Puerto Rico. Éstas fueron las primeras elecciones en el país en donde votaron los mayores de 18 años de edad, luego de aprobada la enmienda constitucional a esos efectos. El Partido Popular Democrático también obtuvo el cargo de Comisionado Residente a la Cámara de Representantes de los Estados Unidos.

## Situación política general
El cuatrienio de 1968 al 1972 da paso al sistema de bipartidista. El Partido Popular Democrático entra por primera vez a un año electoral como partido de oposición.  Desde las elecciones generales de 1944, los populares (como son llamados los puertorriqueños afiliados a este partido) mantuvieron prácticamente el control absoluto del gobierno de la isla. Durante los 24 años de hegemonía, Puerto Rico vio, primero, como presidente del Senado de Puerto Rico y, luego, como primer gobernador democráticamente electo, a Luis Muñoz Marín al frente del aparato gubernamental y líder máximo del país. En las elecciones generales de 1964, el gobernador Muñoz Marín decide no aspirar para un quinto término a la Gobernación de Puerto Rico y propone al entonces Secretario de Estado Roberto Sánchez Vilella como candidato a la Gobernación. El deseo de Muñoz de ser sustituido por su elegido es cumplido cuando Sánchez Vilella es electo.
Posteriormente el Partido Popular Democrático, enfrenta diferencias entre  el Gobernador Sánchez Vilella y la vieja guardia del Partido (en especial, el exgobernador Muñoz Marín) esto provocó dificultad para gobernar a Sánchez Vilella.  Las diferencias internas en el Partido provocaban una división tan profunda que culmina en negársele a Sánchez Vilella una segunda postulación al puesto de Gobernador por el Partido Popular Democrático. Ante estos acontecimientos, el Gobernador Sánchez Vilella se desafilia del partido y se une como candidato a reelección bajo un partido fundado por el mismo con el nombre de Partido del Pueblo.  
Ante la división en las filas del PPD, un nuevo partido político, el Partido Nuevo Progresista (PNP), que nace de otra división en el antiguo Partido Estadista Republicano (PER), surge victorioso en las urnas. Por tanto, el resultado final de las elecciones de 1968 trae como Gobernador de Puerto Rico a Luis A. Ferré, fundador del PNP y a Jorge L. Córdova Díaz como Comisionado Residente en Washington D. C.. El PNP también logra una mayoría en la Cámara de Representantes logrando elegir a Ángel Viera Martínez como Presidente de la misma.
El Partido Popular Democrático logra retener el control del Senado logrando elegir a Rafael Hernández Colón.  También entra al Senado por Acumulación, el exgobernador Luis Muñoz Marín.   Luego, en el 1970, el exgobernador renuncia a su escaño y es sustituido por Miguel Hernández Agosto.
Finalmente, mediante la celebración de referéndums locales, el pueblo de Puerto Rico ve el nacimiento de dos nuevos municipios. En conformidad con los resultados de estos referéndums, la Asamblea Legislativa segrega los barrios de Canóvanas y Florida de los Municipios de Loíza y Barceloneta, respectivamente, y son constituidos como municipios independientes en el 1971. Así, el número de alcaldías en disputa aumenta a 78 en comparación a la elección del 1968 que eran 76.

## Resultados

### Gobernador

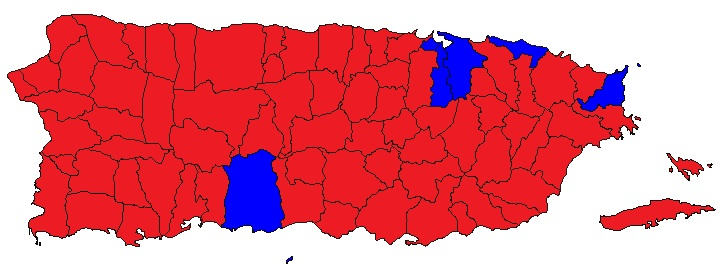
Mapa de Resultados de la Votación para Gobernador 1972

(Los municipios que fueron ganados por el PPD son identificados en el mapa con el color rojo, mientras los ganados por el PNP son identificados en el mapa con el color azul
| Partido | Nombre del Candidato       | Votos     | %      |
| ------- | -------------------------- | --------- | ------ |
| PPD     | Rafael Hernández Colón     | 658,856   | 50.69  |
| PNP     | Luis A. Ferré (Incumbente) | 563,609   | 43.36  |
| PIP     | Noel Colón Martínez        | 69,654    | 5.36   |
| PP      | Alfredo Nazario            | 4,007     | 0.31   |
| PUP     | Antonio J. González        | 3,291     | 0.25   |
| PAS     | Jorge Luis Landing         | 467       | 0.03   |
|         | Total                      | 1,299,884 | 100.00 |

### Senado

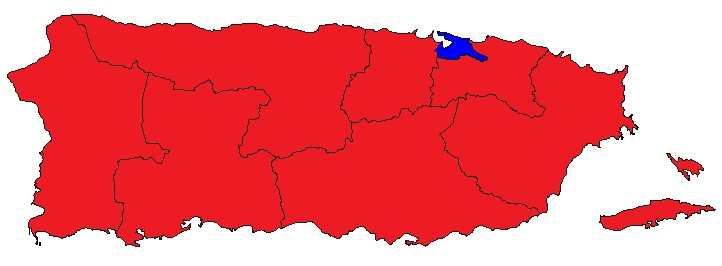
Mapa de Resultados de los Distritos Senatoriales de las Elecciones Generales de Puerto Rico de 197

Tabla I - Total de Senadores Electos por Partido Político y Cambio con las Elecciones Generales de 1968
| Partido | Senadores | +/- v. 1968 |
| ------- | --------- | ----------- |
| PPD     | 20        | +5          |
| PNP     | 8         | -4          |
| PIP     | 1         | +1          |
| Total   | 29        | +2          |

Tabla II - Senado de Puerto Rico - Total de Senadores Electos por Distrito Senatorial y Partido Político durante las Elecciones Generales del 7 de noviembre de 1972
| Distrito Senatorial   | PPD | PNP | PIP | Total |
| --------------------- | --- | --- | --- | ----- |
| 1. San Juan           | 0   | 2   | 0   | 2     |
| 2. Bayamón            | 2   | 0   | 0   | 2     |
| 3. Arecibo            | 2   | 0   | 0   | 2     |
| 4. Mayagüez-Aguadilla | 2   | 0   | 0   | 2     |
| 5. Ponce              | 2   | 0   | 0   | 2     |
| 6. Guayama            | 2   | 0   | 0   | 2     |
| 7. Humacao            | 2   | 0   | 0   | 2     |
| 8. Carolina           | 2   | 0   | 0   | 2     |
| Totales               | 14  | 2   | 2   | 16    |

Tabla III - Senado de Puerto Rico - Total de Senadores Electos por Acumulación y Adición y Partido Político durante las Elecciones Generales del 7 de noviembre de 1972
| Senadores Electos | PPD | PNP | PIP | Total | Notas  |
| ----------------- | --- | --- | --- | ----- | ------ |
| Por Acumulación   | 6   | 4   | 1   | 11    |        |
| Por Adición       | 0   | 2   | 0   | 2     | Nota 1 |
| Totales           | 6   | 6   | 1   | 13    |        |

Notas Explicatorias:
Nota 1 - Añadidos conforme a la ley de Minorías de la Constitución del Estado Libre Asociado de Puerto Rico

### Cámara de Representantes
Tabla I - Total de Representantes Electos por Partido Político y Cambio con las Elecciones Generales de 1968
| Partido | Representantes | +/- v. 1968 |
| ------- | -------------- | ----------- |
| PPD     | 37             | +11         |
| PNP     | 15             | -10         |
| PIP     | 2              | +2          |
| Total   | 54             | +3          |

Tabla II - Cámara de Representantes de Puerto Rico - Total de Representantes Electos por Distritos, por Acumulación y Adición y Partido Partido Político durante las Elecciones Generales del 7 de noviembre de 1972 
| Representantes Electos | PPD | PNP | PIP | Total | Notas  |
| ---------------------- | --- | --- | --- | ----- | ------ |
| Por Distrito           | 31  | 9   | 0   | 40    |        |
| Por Acumulación        | 6   | 5   | 0   | 11    |        |
| Por Adición            | 0   | 1   | 2   | 3     | Nota 1 |
| Total                  | 37  | 15  | 2   | 54    |        |

Notas Explicatorias:
Nota 1 - Añadidos conforme a la ley de Minorías de la Constitución del Estado Libre Asociado de Puerto Rico

### Alcaldías

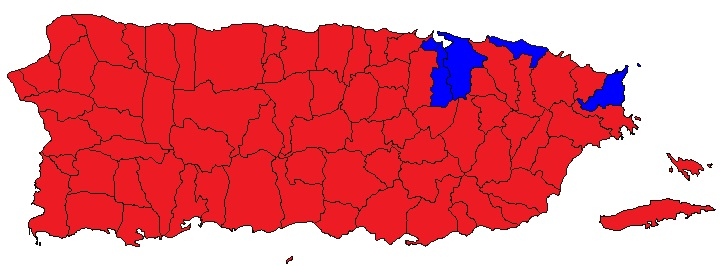
Mapa de Resultados de la Elección para la Posición de Alcalde de Municipio celebradas el 7 de noviembre de 1972

(Nota: Las Alcaldías de los municipios ganados por el PPD son identificados en el mapa con el color rojo, mientras las ganadas por el PNP son identificados en el mapa con el color azul.)

Resumen del total alcaldías ganadas por partido político durante la elección del 7 de noviembre de 1972:  
| Partido | Alcaldías | +/- v. 1968 |
| ------- | --------- | ----------- |
| PPD     | 73        | +24         |
| PNP     | 5         | -22         |
| PIP     | 0         | 0           |
| Total   | 78        | +2          |